# La Provocation sexuelle
Pour plus de détails, voir Fiche technique et Distribution.
La Provocation sexuelle (Io Cristiana studentessa degli scandali) est un film dramatique italien réalisé par Sergio Bergonzelli et sorti en 1971.

## Synopsis
L'étudiante Cristiana fait le pari qu'elle va parvenir à séduire son professeur Andrei qui semble au premier abord conservateur. Elle réussit son coup mieux que prévu puisqu'elle finit par tomber elle-même amoureuse d'Andrei. Quand ses camarades de classe se rendent compte qu'elle ne fait plus semblant, ils commencent à l'ostraciser. Le professeur quitte sa femme et s'installe chez Cristiana. Les élèves, furieux, se liguent et usent de toutes sortes de violences à leur encontre. Cristiana, désemparée, s'enfuit en moto, mais perd la vie en tombant d'une falaise. 

## Fiche technique
- Titre original italien : Io Cristiana studentessa degli scandali[1]
- Titre français : La Provocation sexuelle ou Lara ou la Provocation sexuelle[2]
- Réalisation : Sergio Bergonzelli
- Scenario : Sergio Bergonzelli
- Photographie :	Antonio Maccoppi
- Montage : Sergio Bergonzelli
- Musique : Carlo Savina
- Production : Sergio Bergonzelli, Graziano Fabiani
- Société de production : Sara Film
- Pays de production :  Italie
- Langue originale : Italien
- Format : Couleur
- Durée : 96 minutes
- Genre : Drame érotique
- Dates de sortie :
  - Italie : 11 juin 1971
  - France : 29 mai 1974[2]

## Distribution
- Malisa Longo : Cristiana
- Glenn Saxson : professeur Davide Andrei
- Rossano (it) : Massimo
- Patricia Reed : Simona Andrei
- Antonella Murgia : Poppea
- Barbara Betti
- Gregory Gandolfo
- Gianni Pulone